# Leucania griseofasciata
Leucania griseofasciata är en fjärilsart som beskrevs av Moore 1881. Leucania griseofasciata ingår i släktet Leucania och familjen nattflyn. Inga underarter finns listade i Catalogue of Life.